# Afrique saharienne

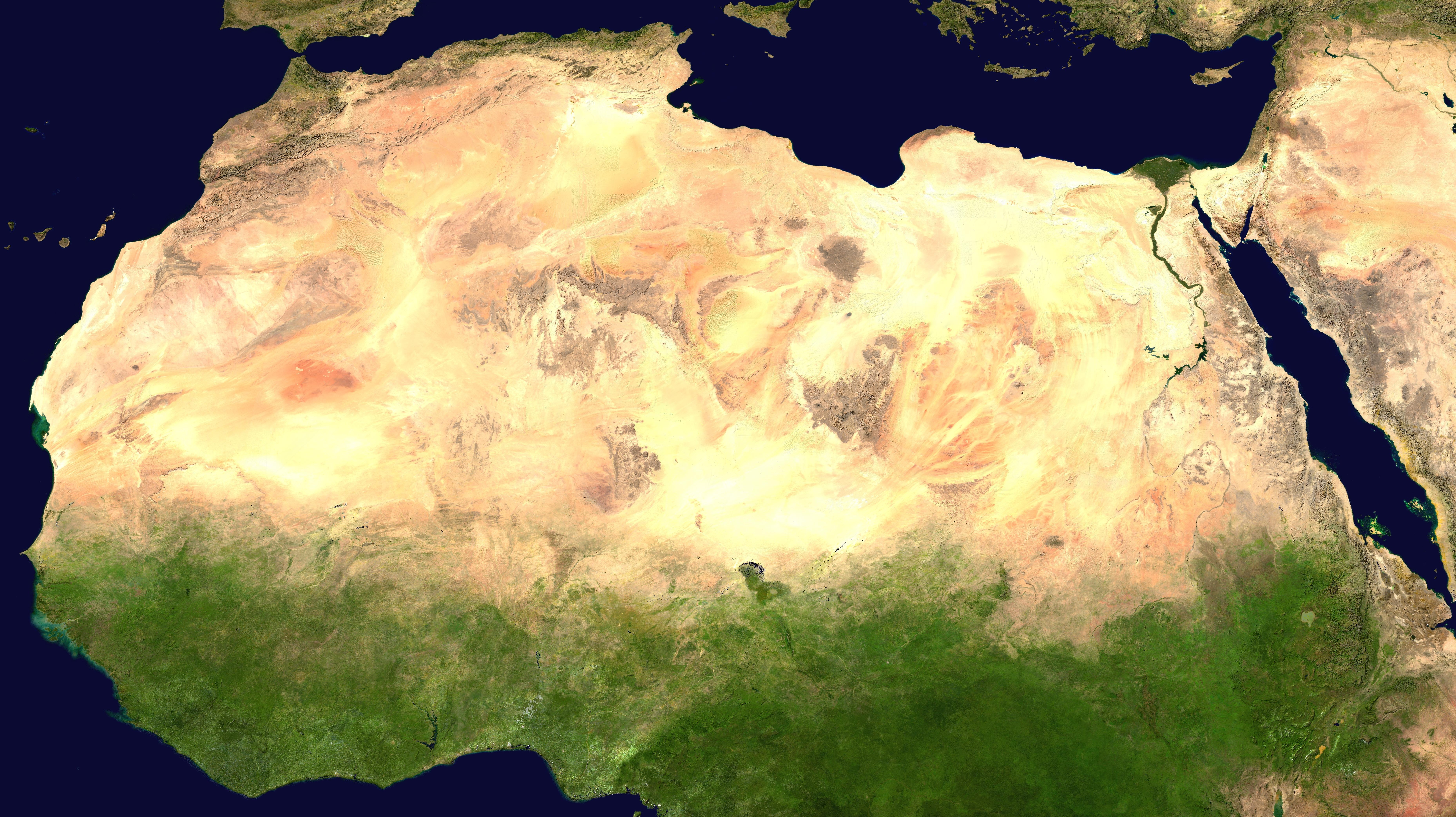
Vue aérienne de l'Afrique saharienne.

L'Afrique saharienne est une région d'Afrique correspondant au désert du Sahara et à ses abords, dont le climat est désertique ou semi-désertique.

## Pays d'Afrique saharienne
Les pays localisés en Afrique saharienne sont :
- L'Algérie ;
- L'Égypte ;
- La Libye ;
- Le Maroc ;
- Le Mali ;
- La Mauritanie ;
- Le Niger ;
- Le Soudan ;
- Le Tchad ;
- La Tunisie.